# انتشار التفعيل
انتشار التفعيل في علم الأعصاب هي الفرضية القائلة بأن تفعيل خلية عصبية يفعل الخلايا الأخرى المرتبطة بها. وهو في علم النفس تصور لترابط الصور الذهنية المحفوظة يقول بأن استحضار صورة محفوظة واحدة يستحضر الصور الأخرى المرتبطة بها. والتفعيل عبارة عن جعل الشيء يفعل.